# Villamée
Villamée település Franciaországban, Ille-et-Vilaine megyében. Lakosainak száma 291 fő (2022. január 1.). Villamée Le Châtellier, Louvigné-du-Désert, Mellé, Parigné, Poilley és Saint-Georges-de-Reintembault községekkel határos.

## Népesség
A település népessége az elmúlt években az alábbi módon változott:
| Lakosok száma | 470  | 377  | 334  | 317  | 323  | 315  | 313  | 306  | 300  | 291  |
|               | 1968 | 1982 | 1990 | 2006 | 2013 | 2015 | 2017 | 2019 | 2020 | 2022 |